# Liste des districts d'Eure-et-Loir
La liste des districts d'Eure-et-Loir recense les districts du département d'Eure-et-Loir durant la Révolution française de 1790 à 1795.
Les districts représentent alors le premier niveau de subdivision des départements. Dans l'organisation du territoire proposée par Jean Cassini visant à homogénéiser le découpage du territoire français, le département pouvait être divisé jusqu'à neuf districts et chaque district comportait de trois jusqu'à trente-deux cantons.

## Liste des districts
Le département d'Eure-et-Loir est divisé en 6 districts et 40 cantons :
- District de Chartres : 8 cantons ;
- District de Châteaudun : 8 cantons ;
- District de Châteauneuf-en-Thymerais : 6 cantons ;
- District de Dreux :  6 cantons ;
- District de Janville :  6 cantons ;
- District de Nogent-le-Rotrou ;  6 cantons.